# إس كيو إل ماب
Sqlmap هو برنامج مفتوح المصدر يستخدم لاكتشاف ثغرات قاعدة البيانات واستغلالها ويوفر خيارات لحقن الرموز الخبيثة فيها.
Sqlmap أداة لاختبار الاختراق تعمل على أتمتة عملية اكتشاف واستغلال عيوب حقن إس كيو إل التي توفر واجهة المستخدم الخاصة بها في الجهاز.
يتم تشغيل البرنامج في سطر الأوامر وهو متاح للتنزيل لأنظمة تشغيل مختلفة: توزيعات لينكس ، وأنظمة تشغيل مايكروسوفت ويندوز وأنظمة تشغيل ماكينتوش .
بالإضافة إلى تعيين نقاط الضعف واكتشافها، يمكّن البرنامج من الوصول إلى قاعدة البيانات وتحرير وحذف البيانات وعرض البيانات في جداول مثل المستخدمين وكلمات المرور والنسخ الاحتياطية وأرقام الهواتف وعناوين البريد الإلكتروني وبطاقات الائتمان وغيرها من المعلومات السرية والحساسة .
تمتع Sqlmap بدعم كامل لعدة قواعد بيانات ، بما في ذلك ماي إس كيو إل وقاعدة بيانات أوراكل وبوستجري إس كيو إل وميكروسوفت إس كيو إل سيرفر ومايكروسوفت أكسس و آي بي إم دي بي 2 وإس كيو لايت وفيربيرد و SAP MaxDB.
والدعم الكامل لجميع تقنيات الحقن: Boolean ، Error ، Stuck ، Time ، Union .

الاستخدام القياسي للبرنامج في بيئة يونكس كما يلي:
```
sqlmap -u "http://172.16.0.0/files/file.php?id=1"

```

يتم طلب ملف المساعدة بواسطة الأمر
```
sqlmap -h

```

- --dbs: سيتم عرض قواعد البيانات.
- --tables: سيتم عرض الجداول في قاعدة البيانات.
- --columns: سيتم عرض الأعمدة في قاعدة البيانات.
- --dump: سيتم تفريغ إدخالات قاعدة بيانات DBMS.

## روابط خارجية
- الموقع الرسمي